# Lanassa
Lanassa (in greco antico: Λάνασσα?, Lánassa; Siracusa, III secolo a.C. – ...) è stata una principessa siceliota.
Figlia di Agatocle, tiranno di Siracusa e re di Sicilia, sposa di Pirro re dell'Epiro e in seconde nozze sposa di Demetrio I Poliorcete re della Macedonia.

## Biografia

### Il matrimonio con Pirro
Poche sono le informazioni sulla vita di Lanassa. In quanto figlia di Agatocle ella era considerata parte della famiglia reale siracusana, poiché seguendo le usanze ellenistiche del tempo suo padre Agatocle si nominò primo re di Sicilia. Sua madre fu Alcea, rappresentata in una medaglia d'età agatoclea.
Si narra che Agatocle diede Lanassa in sposa a Pirro, re dell'Epiro, per legare i due paesi in uno stretto rapporto di fiducia, dovuto appunto alla parentela. Potendo così contare su alleati potenti nell'ottica di una politica conquistatrice.
(Biblioteca storica dei Diodoro Siculo, Volume 7)
Agatocle in quel periodo risultava impegnato in un sorta di costruzione diplomatica che gli permettesse più agevolmente di valicare i confini verso est e l'Oriente. Pare infatti che il suo matrimonio con Teossena, figlia di Tolomeo I, faraone dell'Egitto ellenistico, sia avvenuto quasi in contemporanea con quello della figlia Lanassa e l'epirota Pirro.
Tale interesse verrebbe confermato dal fatto che Pirro fosse il protetto di Tolomeo.
Agatocle diede come dote alla figlia la Corcira (odierna isola di Corfù), conquistata sottraendola a Cassandro, re di Macedonia, uno dei generali che seguì Alessandro Magno alla corte di Babilonia. Lanassa donò l'isola a Pirro che ne diveniva sovrano in qualità di marito, avendo sposato la principessa siceliota intorno all'anno 296 a.C..
Ma Pirro non sposò solo Lanassa, egli era già stato sposato in prime nozze con Antigone, figlia di Tolomeo I d'Egitto, e quando morì ebbe diverse altre mogli, tra le quali Lanassa di Siracusa e Bircenna, principessa dell'Illiria. Da queste donne ebbe diversi figli. Lanassa diede alla luce Alessandro e alcuni sostengono anche Nereide, mentre vi è un dubbio se anche Olimpiade fosse figlia di Lanassa, poiché ella andò in sposa al suo fratellastro Alessandro.
Ma in caso di medesima maternità il legame tra i due sarebbe stato di fratello e sorella, nati dallo stesso padre e stessa madre, ecco perché si tende a escludere questa ipotesi e si attribuisce la maternità di Olimpiade ad Antigone, prima moglie di Pirro.

### La separazione e il ritiro in Corcira
Lanassa stanca delle tante donne delle quali Pirro si circondava, decise che non poteva più tollerare la poligamia (avere più mogli) del marito, quindi abbandonò l'Epiro e si rifugiò nell'isola di Corcira la cui terra, pur essendo passata in dote a Pirro, continuava ad essere un sicuro presidio dei siracusani che di fatto non l'avevano mai lasciata del tutto.
I figli di Lanassa rimasero con Pirro, perché probabilmente legati a lui da un vincolo di sangue reale. Per cui crescendo Alessandro seguirà il padre nelle avventure in Italia e poi in Sicilia, arrivando ad essere acclamato dai siracusani come loro futuro re in quanto nipote di Agatocle; passaggio che non si compirà per volere dello stesso Pirro che reclamerà per sé la corona di Siracusa. Alessandro diverrà invece re dell'Epiro, succedendo al padre.
La figlia Nereide diverrà regina dell'Epiro e in seguito moglie di Gelone II (figlio di Ierone II, re di Sicilia) e madre di Geronimo, ultimo sovrano legittimo siracusano, colui che a soli sedici anni, consigliato male, annullerà il trattato di pace con i romani scatenando la guerra tra Roma e Siracusa. Ma le fonti moderne tendono ad escludere la possibilità che Nereide fosse figlia di Pirro e Lanassa, poiché per un fatto di anagrafe ella dovrebbe essere la figlia di Pirro II (figlio di Alessandro e Olimpiade), per cui in tal caso la Nereide regina d'Epiro e di Sicilia sarebbe la nipote di Lanassa e non la figlia.
Questo il futuro della prole di Lanassa, ma ella, secondo le fonti a disposizione, non vide i suoi figli crescere, perché lasciato l'Epiro, rifugiatasi a Corcira, la sua vita prese una diversa strada, come ci informa lo stesso Plutarco:
(Pompei, Dacier, Le vite degli uomini illustri di Plutarco, Volumi 5-6)
Il divorzio tra Pirro e Lanassa viene storicamente fissato nell'arco di tempo che va dalla data del matrimonio (296 - 295 a.C.) ad un massimo di quattro-cinque anni dopo, dato che nel 291 - 290 a.C. Lanassa andò in sposa a Demetrio I di Macedonia.

### Il nuovo legame con Demetrio I di Macedonia
Plutarco nel descrivere la nuova unione tra Lanassa e Demetrio lascia intendere esplicitamente che sia stata Lanassa a cercare Demetrio con l'intenzione di giungere a nuove nozze reali.
Molti studiosi credono che dietro questo nuovo matrimonio vi fosse la progettazione di Agatocle.
Non pare che Lanassa abbia divorziato da Pirro per volere di Agatocle. Sembrerebbe invece che la donna abbia agito di propria iniziativa, probabilmente spinta da orgoglio e amor proprio. Ma tutto lascia pensare che la nuova unione con Demetrio, avvenuta a pochissima distanza dal precedente matrimonio e tra l'altro cercata d'urgenza, come sottolinea Plutarco, sia frutto di Agatocle e delle sue manovre politiche, dato che in quel periodo il sovrano siceliota era nel culmine della sua espansione territoriale e necessitava di solide ambascerie, rese tali da alleanze propizie.
Quel periodo storico fu chiamato "età dei diadochi", essi erano gli ex-generali di Alessandro Magno che alla sua morte si divisero tra loro l'immenso impero che il macedone aveva conquistato. Agatocle s'intromise nelle guerre scatenate dai diadochi, coltivando una serie di alleanze e sfidando alcuni dei diadochi più noti. Demetrio succeduto a Cassandro sul trono della Macedonia, era un ottimo alleato per i piani di Agatocle e a sua volta il macedone considerava il matrimonio con Lanassa un'ottima opportunità per avvicinarsi all'Occidente ellenistico e contrastare così l'espansione dei diadochi nell'Oriente ellenistico.
Agatocle e Demetrio, a seguito del matrimonio, firmarono un trattato di amicizia e di alleanza. Lanassa appare dunque come il tramite essenziale per questo accordo politico.
Le fonti storiche tacciono in seguito l'evolversi dei fatti riguardanti Lanassa. Non pare abbia avuto figli da Demetrio e si sa che egli rimase suo marito almeno fino a quando Agatocle era ancora in vita, ma quando questi morì avvelenato, si pensa da uno dei membri della sua stessa famiglia, la situazione precipitò, i piani politici con Demetrio non si poterono avviare e di Lanassa non si ha più alcuna notizia storica.